# Clastes freycineti
Genre
Espèce
Synonymes
- Sparassus psittacinus Doleschall, 1857

Clastes freycineti, unique représentant du genre Clastes, est une espèce d'araignées aranéomorphes de la famille des Sparassidae.

## Distribution
Cette espèce se rencontre aux Moluques et en Nouvelle-Guinée.

## Publication originale
- Walckenaer, 1837 : Histoire naturelle des insectes. Aptères. Paris, vol. 1, p. 1-682 (texte intégral).